# Ožina Kozjak
Ožina Kozjak je morski preliv med otokoma Lošinj in Kozjak v Kvarnerskem zalivu. Preliv poteka v smeri severovzhod - jugozahod. Ožino zapirata s severozahodne smeri otok Lošinj, z jugozahodne pa Kozjak.
V preliv se lahko vpluje z jugozahodne smeri iz Iloviških vrat, ali iz severovzhodne smeri iz sidrišča na otoku Vele Orjule